# Фудбалски савез Либана
Фудбалски савез Катара (арап. الاتحاد اللبناني لكرة القدم Al-Ittiḥād Al-Lubnānī Likurat Al-Qadam}') је управно тело фудбала у Либану. Савез је основан 1933. године, члан је и ФИФА-е и АФК-а. Такође је један од оснивача ВАФФ-а, западног фудбалског савеза, који се придружио његовом оснивању 2001.

## Историја
Халил Хилми, члан Ријади Бејрута, је 1931. године покушао је да формира фудбалску федерацију. Међутим, предлог није успео јер се Нахда противио његовом формирању. Дана 22. марта 1933. године, представници тринаест фудбалских клубова окупили су се у округу Минет Ел Хосн у Бејруту да формирају Либански фудбалски савез (ЛФА). Хусеин Сејан је био први председник ЛФА. Либан је био једна од првих нација на средњем истоку која је успоставила административно тело за фудбалски савез. ЛФА се придружио ФИФА-и 1936. и АФК-у 1964. године.  Године 2001. ЛФА се придружио ВАФФ-у као један од његових оснивача.
Године 1985, у јеку грађанског рата у Либану, ЛФА је подељена на две администрације: западну, на челу са Набилом Ал Раеијем, и источну, на челу са Хамидом Куријем. ФИФА је замрзнула чланство Либана до 5. фебруара 1987. године, када је председник ФИФА Сеп Блатер послао телекс писмо ЛФА признајући изборе од 2. маја 1985., који је изабрао Ал Раеија за председника ЛФА.